# Cuno di Northeim

Stemma della Contea di Northeim

Cuno di Northeim,anche Cuno di Beichlingen, (1050/60 – 1103) fu conte di Beichlingen.

## Biografia
Cuno era il terzo figlio del conte e duca bavarese Ottone di Northeim e di sua moglie Richenza di Svevia. Egli apparteneva alla stirpe dei Northeim.
Cuno fu tenuto in ostaggio da Enrico IV nel 1075/76, dopo la soppressione della prima rivolta di suo padre da parte del sovrano.
Intorno al 1087 sposò la vedova e contessa Cunegonda di Weimar-Orlamünde (1055-1117), figlia di Ottone I, conte di Weimar e Orlamünde e margravio di Meißen. Il primo marito di Cunegonda, il principe Jaropolk di Vladimir, era stato assassinato nel novembre del 1086 e da allora ella risiedeva nel castello di Beichlingen, vicino a Kölleda nel bacino della Turingia. Beichlingen era entrata in possesso dei conti di Weimar-Orlamünde nel 1067 circa e, attraverso la vedova di Ottone, Adela di Brabante, la rivendicazione della contea di Beichlingen sarebbe spettata a entrambe le figlie Cunegonda. Con questo matrimonio, Cuno acquisì il castello e la contea di Beichlingen con i relativi diritti di proprietà e di avvocazia.
Cuno sostenne l'anti-re Ermanno di Salm e il vescovo Burcardo II di Halberstadt, un implacabile oppositore di Enrico IV dal 1073. Dopo l'assassinio di Burcardo nel 1088, tuttavia, tornò nel campo imperiale. Cunegonda e Cuno fondarono il monastero benedettino di Oldisleben a Oldisleben sull'Unstrut nel 1088/89, sebbene sulla proprietà di Cunegonda.
Cuno fu assassinato nel 1103 da due suoi vassalli, i successivi conti Elger di Ilfeld e Cristiano di Rothenburg. Con Cunegonda ebbe quattro figlie:
- Matilde di Beichlingen, che sposò Enrico I, conte di Zütphen;
- Adele di Beichlingen, che sposò in prime nozze Teodorico III, conte di Katlenburg della stirpe degli Odoniani; essa si risposò in seguito con Helferich, conte di Plötzkau;
- Liutgarda di Beichlingen, che sposò Guglielmo I, conte di Lussemburgo della stirpe delle Ardenne;
- Cunegonda di Beichlingen, che sposò Wiprecht III, conte di Groitzsch, in seconde nozze Diepoldo III, margravio di Vohburg.

Nel 1110, la vedova di Cuno, Cunegonda, sposò i terze nozze il conte Wiprecht II di Groitzsch, margravio della marca orientale. La celebrazione divenne un doppio matrimonio, poiché il figlio di Wiprecht, Wiprecht III, si sposò contemporaneamente alla figlia di Cuno e Cunegonda di Beichlingen.

## Ascendenza
|                      |                    |                         | Genitori              |  |  | Nonni |  |  | Bisnonni             |  |  | Trisnonni |  |
|                      |                    |                         |                       |  |  |       |  |  | Sigfrido di Nordheim |  |  | …         |  |
|                      |                    |                         |                       |  |  |       |  |  | Sigfrido di Nordheim |  |  | …         |  |
|                      |                    | …                       |                       |  |  |       |  |  | Sigfrido di Nordheim |  |  |           |  |
| Bernardo di Nordheim |                    |                         |                       |  |  |       |  |  | Sigfrido di Nordheim |  |  |           |  |
|                      |                    | Matilde di Katlenburg   | …                     |  |  |       |  |  |                      |  |  |           |  |
|                      |                    | Matilde di Katlenburg   | …                     |  |  |       |  |  |                      |  |  |           |  |
|                      |                    | Matilde di Katlenburg   | …                     |  |  |       |  |  |                      |  |  |           |  |
| Ottone di Northeim   |                    | Matilde di Katlenburg   |                       |  |  |       |  |  |                      |  |  |           |  |
|                      |                    | …                       | …                     |  |  |       |  |  |                      |  |  |           |  |
|                      |                    | …                       | …                     |  |  |       |  |  |                      |  |  |           |  |
|                      |                    | …                       | …                     |  |  |       |  |  |                      |  |  |           |  |
| Eilika               |                    | …                       |                       |  |  |       |  |  |                      |  |  |           |  |
|                      |                    | …                       | …                     |  |  |       |  |  |                      |  |  |           |  |
|                      |                    | …                       | …                     |  |  |       |  |  |                      |  |  |           |  |
|                      |                    | …                       | …                     |  |  |       |  |  |                      |  |  |           |  |
| Cuno di Northeim     |                    | …                       |                       |  |  |       |  |  |                      |  |  |           |  |
|                      | Azzo di Lotaringia | Ermanno I di Lotaringia |                       |  |  |       |  |  |                      |  |  |           |  |
|                      | Azzo di Lotaringia | Ermanno I di Lotaringia |                       |  |  |       |  |  |                      |  |  |           |  |
|                      | Azzo di Lotaringia | Elvige di Dillingen     |                       |  |  |       |  |  |                      |  |  |           |  |
| Ottone II di Svevia  | Azzo di Lotaringia |                         |                       |  |  |       |  |  |                      |  |  |           |  |
|                      |                    | Matilde di Germania     | Ottone II di Sassonia |  |  |       |  |  |                      |  |  |           |  |
|                      |                    | Matilde di Germania     | Ottone II di Sassonia |  |  |       |  |  |                      |  |  |           |  |
|                      |                    | Matilde di Germania     | Teofano Scleraina     |  |  |       |  |  |                      |  |  |           |  |
| Richenza di Svevia   |                    | Matilde di Germania     |                       |  |  |       |  |  |                      |  |  |           |  |
|                      |                    | Ugo IV di Nordgau       | Ugo II di Nordgau     |  |  |       |  |  |                      |  |  |           |  |
|                      |                    | Ugo IV di Nordgau       | Ugo II di Nordgau     |  |  |       |  |  |                      |  |  |           |  |
|                      |                    | Ugo IV di Nordgau       | …                     |  |  |       |  |  |                      |  |  |           |  |
| Edvige di Nordgau    |                    | Ugo IV di Nordgau       |                       |  |  |       |  |  |                      |  |  |           |  |
|                      |                    | Edvige di Dabo          | Luigi di Dabo         |  |  |       |  |  |                      |  |  |           |  |
|                      |                    | Edvige di Dabo          | Luigi di Dabo         |  |  |       |  |  |                      |  |  |           |  |
|                      |                    | Edvige di Dabo          | Giuditta di Oehningen |  |  |       |  |  |                      |  |  |           |  |
|                      |                    | Edvige di Dabo          |                       |  |  |       |  |  |                      |  |  |           |  |